# Ticonio Afro
Ticonius o Tyc((h)onius Afro (c. 330 - c. 390 d. C.), teólogo romano.
Aunque hereje donatista, se consideró siempre dentro de la Iglesia Católica y por esta moderación fue atacado violentamente por Parmeniano y considerado un traidor al Donatismo. Quedan algunos fragmentos de su Comentario al Apocalipsis, que influyó en el de Beato de Liébana, y permanece todavía su Liber Regularum, que es considerado el primer compendio de Hermenéutica bíblica. Sus escritos fueron muy apreciados por Agustín de Hipona e influyeron en su pensamiento. Negó el Milenarismo. 
Sólo conocemos su biografía por lo que nos dice Genadio en su De viris illustribus. Nació en África en torno al 330 y se adhirió muy temprano al donatismo, un movimiento cismático de comienzos del siglo IV, polemizando con los obispos que durante la persecución de Diocleciano (303-305) habían entregado los libros sagrados a la autoridad civil. Para ser un escritor laico, poseía un conocimiento profundo de la literatura profana y de la literatura sagrada y afrontaba con rigor teológico las disputas religiosas de su tiempo. 

## Obras
- De bello intestino
- Expositiones diversarum causarum
- Liber regularum
- Commentario al Apocalipsis.